# ワルシャワ・スタディオン駅

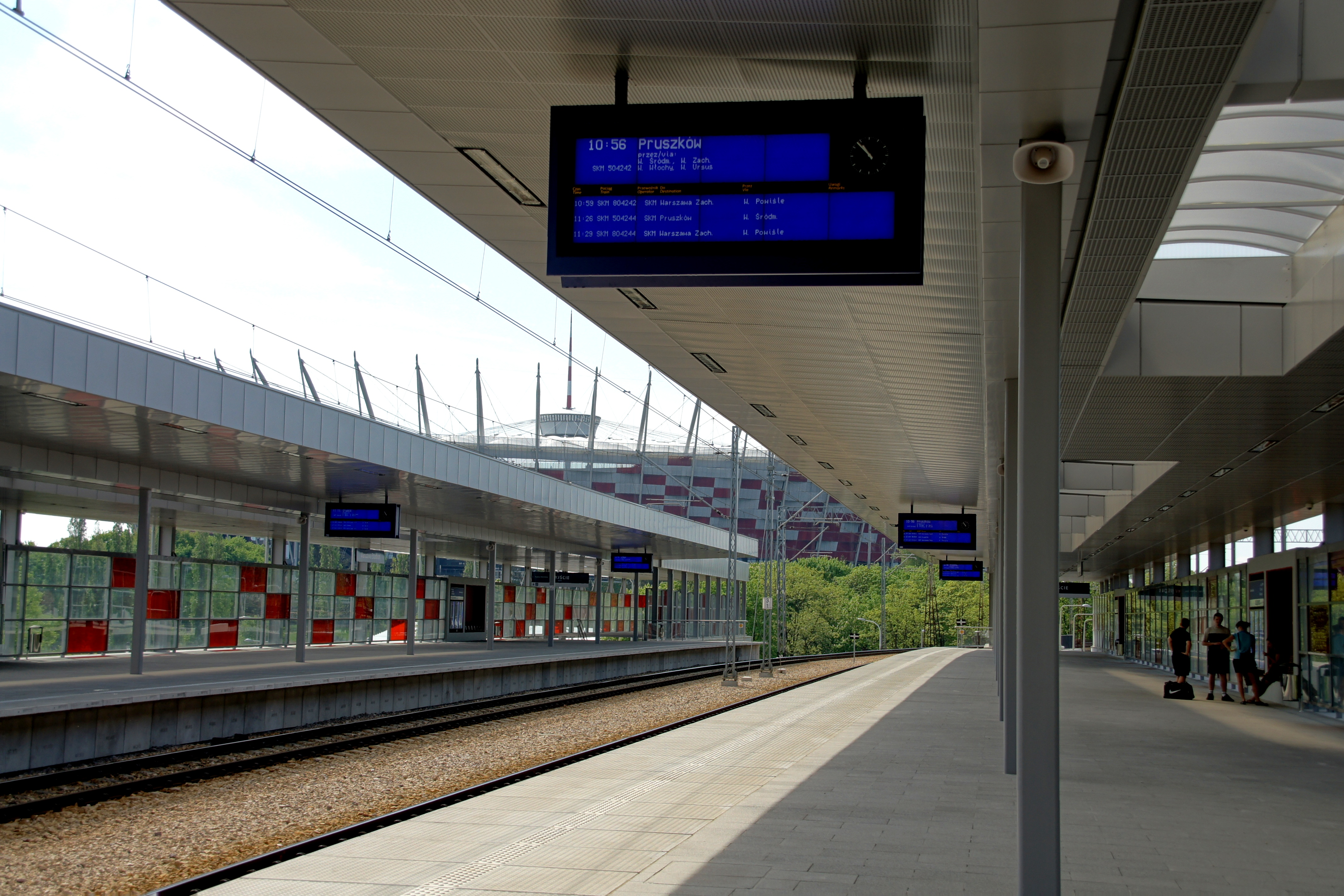
プラットホーム

ワルシャワ・スタディオン駅（ワルシャワ・スタディオンえき、Warszawa Stadion）は、ポーランド・ワルシャワ市にあるポーランド国鉄（PKP）の鉄道駅。駅名のスタディオンは競技場（Stadium）の意。

## 運行系統
KM
- KM1線（ワルシャワ東 – ワルシャワ・スタディオン – スキェルニェヴィツェ）
- KM2線（ワルシャワ西 – ワルシャワ・スタディオン – ウクフ）
- KM3線（ワルシャワ東 – ワルシャワ・スタディオン – クトノ）
- KM7線（ワルシャワ西 – ワルシャワ・スタディオン – デンブリン）
- KM8線（ワルシャワ西 – ワルシャワ・スタディオン – スカルジスコ＝カミエンナ/ピラバ）

SKM
- SKM S1線（オトフォツク – ワルシャワ・スタディオン – プルシュクフ）
- SKM S2線（ユレスベク・ミウォスナ – ワルシャワ・スタディオン – ワルシャワ・ショパン空港）
- SKM S3S線（レギオノボ・ピアスキ – ワルシャワ・スタディオン – ワルシャワ・ショパン空港）

## 駅構造
相対式ホーム2面2線を有する盛土上の地上駅である。
この他、複線の通過線路がある。

## 駅周辺
- ワルシャワ国立競技場

## 歴史
1956年に開業。2012年に改装された。